# Neil MacGregor

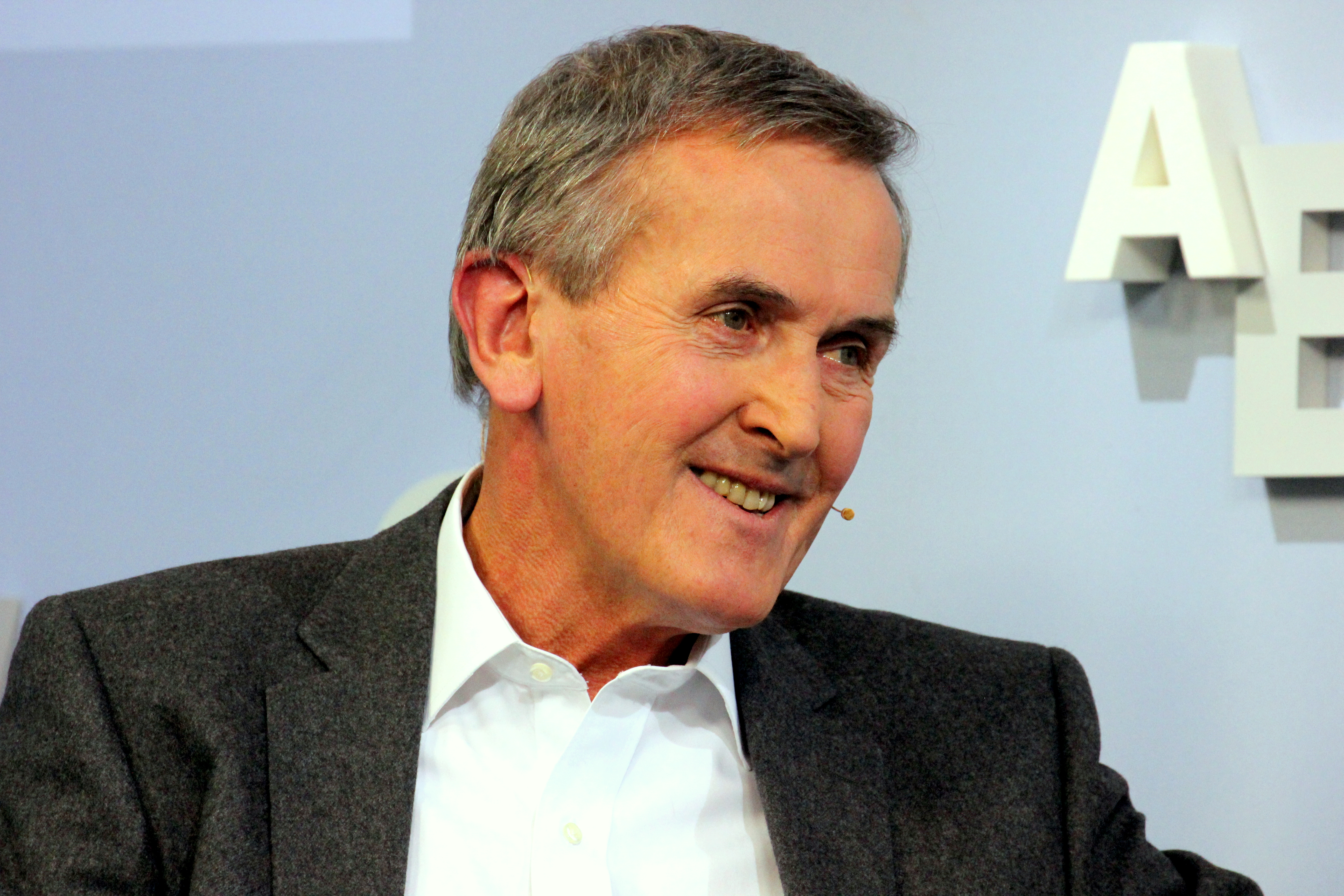
Neil MacGregor auf der Frankfurter Buchmesse 2015

Robert Neil MacGregor, OM, AO, FSA (* 16. Juni 1946 in Glasgow) ist ein britischer Kunsthistoriker. Er war 2002 bis 2015 Direktor des British Museums. Im Mai 2015 wurde er zum Intendanten des Berliner Humboldtforums berufen; diese Position hatte er bis Mai 2018 inne. 2021 wurde MacGregor als Mitglied des wissenschaftlichen Beirats des Louvre-Museums in Paris benannt.

## Werdegang
Im Alter von 16 Jahren war MacGregor Austauschschüler in Hamburg. Er studierte zunächst Französisch und Deutsch am New College der Universität Oxford, Philosophie an der École normale supérieure in Paris, sowie Rechtswissenschaft an der University of Edinburgh. Anschließend absolvierte er ein Studium der Kunstgeschichte am Courtauld Institute of Art der Universität London.
Nach einigen Jahren als Dozent für Kunstgeschichte und Architektur an der University of Reading sowie am Courtauld Institute of Art übernahm er 1981 die Herausgeberschaft des Burlington Magazine, einer wissenschaftlichen Fachzeitschrift für Kunst und Dekoration, die er bis 1987 innehatte. Im selben Jahr wurde er Direktor der National Gallery in London. Von August 2002 bis Ende 2015 war er Direktor des British Museum in London. In seiner Zeit als Direktor des British Museums machte MacGregor öfters durch spektakuläre Leihgaben an andere Museen von sich reden, etwa die Leihgabe einer Figur aus den Elgin Marbles an die Petersburger Eremitage und den persischen Kyros-Zylinder an ein Museum in Teheran.
Bekanntheit jenseits des wissenschaftlichen Fachpublikums erlangte MacGregor durch Kooperationen mit der BBC: 2000 wurde die Serie Seeing Salvation über Jesusbilder in der westlichen Kunstgeschichte ausgestrahlt, 2010 präsentierte er auf Radio 4 und dem World Service die Serie A History of the World in 100 Objects, die auf Deutsch als Buch mit dem Titel Eine Geschichte der Welt in 100 Objekten erschien. Dieses Buch wurde als Wissensbuch des Jahres 2012 ausgezeichnet. Ende des Jahres 2014 organisierte er die Ausstellung Germany – memories of a nation im British Museum in London, die ein großer Erfolg wurde und zu deren Besucherinnen auch die deutsche Bundeskanzlerin Angela Merkel zählte.
Im Mai 2015 erklärte MacGregor, seinen Posten als Direktor des British Museum bis zum Ende des Jahres aufzugeben, um danach das Amt eines der drei Gründungsintendanten am Humboldtforum in Berlin anzutreten. Da Hartmut Dorgerloh mit Termin zum 1. Juni 2018 vom Stiftungsrat des Humboldt-Forums zum Generalintendanten berufen wurde, endet damit die Gründungsintendanz von Neil MacGregor, Hermann Parzinger und Horst Bredekamp.
Als Mitglied des wissenschaftlichen Beirats des Louvre-Museums in Paris hielt MacGregor im November 2021 fünf öffentliche Vorträge über aktuelle Ansprüche an und Aufgaben von Museen, indem er auch auf postkoloniale Interpretationen nationaler Geschichtsschreibung und Forderungen nach einer Dekolonisierung von Museen und Denkmälern mit kolonialem Hintergrund einging.
Neben seiner Tätigkeit in Berlin arbeitete er als Direktor des Chhatrapati Shivaji Maharaj Vastu Sangrahalaya in Mumbai sowie als Autor für die BBC.

## Schriften (Auswahl)
- A victim of anonymity. The master of the Saint Bartholomew altarpiece. Thames and Hudson, London 1993. ISBN 0-500-55026-3.
- Seeing salvation. Images of Christ in art. BBC, London 2000. ISBN 0-563-55111-9.
- A History of the World in 100 Objects, Allen Lane, 2010. ISBN 978-1-84614-413-4.
  - deutsch: Eine Geschichte der Welt in 100 Objekten, Beck, München 2011.  ISBN 978-3-406-62147-5.
- Shakespeare’s Restless World. London 2012. ISBN 978-1-846-14675-6
  - Shakespeares ruhelose Welt. Ins Deutsche übertragen von Klaus Binder, Beck, München 2013, ISBN 978-3-406-65287-5.
- Germany: Memories of a Nation, Allen Lane, 2014, ISBN 978-0-241-00833-1.
  - deutsch: Deutschland. Erinnerungen einer Nation. Übersetzung Klaus Binder. C.H. Beck, München 2015, ISBN 978-3-406-67920-9.[10][11]
- Globale Sammlungen für globalisierte Städte. Aus dem Englischen von Stefanie Rentsch, Matthes & Seitz Berlin, Berlin 2015, ISBN 978-3-95757-138-0.
- Leben mit den Göttern. Aus dem Englischen von Andreas Wirthensohn und Annabel Zettel, C. H. Beck, München 2018, ISBN 978-3-4067-2541-8.

## Auszeichnungen
- 2003 wählte man ihn als auswärtiges Ehrenmitglied in die American Academy of Arts and Sciences.
- 2008 wurde er zum „Briten des Jahres“ gewählt.
- 2000 Wahl zum Ehrenmitglied (Honorary Fellow) der British Academy.[12]
- 2010 erhielt er den erstmals verliehenen Internationalen Folkwang-Preis, der vom Museumsverein des Museum Folkwang in Essen verliehen wird.
- 2014 gab die Deutsche Akademie für Sprache und Dichtung bekannt, im Mai 2015 den Friedrich-Gundolf-Preis für die Vermittlung deutscher Kultur im Ausland an MacGregor zu verleihen.
- Die Deutsche Nationalstiftung verlieh ihm am 16. Juni 2015 in Berlin den Deutschen Nationalpreis für sein Wirken um ein besseres Verständnis Deutschlands in Großbritannien.[13]
- Ebenfalls 2015 wurde MacGregor mit der Goethe-Medaille ausgezeichnet.